# Fufius albovittatus
Fufius albovittatus is een spinnensoort uit de familie Cyrtaucheniidae. De soort komt voor in Brazilië.